# Dóra Beregi
Dóra Beregi, ursprungligen Dorothea Berger, född 8 augusti 1915 i Budapest, död 8 februari 2011 i Sydney, var en Ungernfödd engelsk bordtennisspelare och världsmästare i dubbel och lag.
Hon spelade sitt första VM 1937 och 1950, 13 år senare, sitt 4:e och sista.
Under sin karriär tog hon 6 medaljer i bordtennis-VM, 2 guld, 2 silver och 2 brons. 

## Meriter
- Bordtennis-VM
  - 1938 i London
    - 2:a plats dubbel (med Ido Ferenczy)

  - 1948 i Wembley Arena, London
    - 2:a plats dubbel (med Helen Elliot)
    - 3:e plats mixed dubbel (med Ferenc Sidó)
    - 1:a plats med det engelska laget (Margaret Franks, Elizabeth Steventon, Vera Thomas-Dace)

  - 1950 i Budapest
    - 1:a plats dubbel med (med Helen Elliot)
    - 3:e plats med det engelska laget

- Ungerska mästerskapen – guldmedaljer
  - 1938 - Mixed dubbel (med Viktor Barna)